# Mucoa
Mucoa es un género de planta con flor con dos especies perteneciente a la familia de las Apocynaceae. Es originario del sur de América tropical.

## Taxonomía
El género fue descrito por James Lee Zarucchi y publicado en Agricultural University Wageningen Papers 87(1): 40–42. 1988.

## Especies aceptadas
A continuación se brinda un listado de las especies del género Mucoa aceptadas hasta octubre de 2013, ordenadas alfabéticamente. Para cada una se indica el nombre binomial seguido del autor, abreviado según las convenciones y usos.
- Mucoa duckei  (Markgr.) Zarucchi
- Mucoa pantchenkoana (Markgr.) Zarucchi